# Франко-германская бригада
Франко-германская бригада (фр. Brigade Franco-Allemande; нем. Deutsch-Französische Brigade) — бригада в составе Европейского корпуса.

## История
Бригада была создана в 1989 году.
В 2009 году германский батальон из состава бригады был передислоцирован в Илькирш-Граффенштаден во Франции. Он стал первым германским подразделением, размещённым во  Франции после Второй мировой войны.
В 2013 году было объявлено о сокращении числа французских военнослужащих в Германии. В Германии должно было располагаться лишь около 500 французских военнослужащих и примерно такое же число германских военнослужащих должно было располагаться во Франции.
В 2016 году французские подразделения бригады были включены в состав французской 1-й дивизии, а германские подразделения бригады были включены в состав германской 10-й танковой дивизии.

## Состав
В состав бригады входят три мотопехотных батальона, бронетанковый разведывательный полк и артиллерийский полк, а также подразделения обеспечения.
- Штаб, в Мюльхайме (Германия)
- 3-й гусарский полк, в Меце (Франция)
- 1-й пехотный полк[фр.] в Сарребуре[фр.] (Франция)
- 291-й егерский батальон[нем.] в Илькирш-Граффенштаден (Франция)
- 292-й егерский батальон[нем.] в Донауэшингене (Германия)
- 295-й артиллерийский батальон в Штеттен-ам-Кальтен-Маркте (Германия)
- 550-я бронетанковая инженерная рота в Штеттен-ам-Кальтен-Маркте (Германия)
- батальон обеспечения в Мюльхайме (Германия)